# Abderrahim Moum
Abderrahim Moum, född 18 september 2000, är en marockansk tyngdlyftare.

## Karriär
Vid afrikanska mästerskapen 2021 i Nairobi tog Moum brons i 73 kg-klassen. Vid olympiska sommarspelen 2020 i Tokyo, som arrangerades 2021, slutade han på 14:e plats i 73 kg-klassen.